# BC Rilski Sportist
O Basquete Clube Rilski Sportist (búlgaro:Баскетбол клуб Рилски спортист)  é um clube profissional de basquetebol situado na cidade de Samokov, Província de Sófia, Bulgária que disputa atualmente a Liga Búlgara e a Copa Europeia.